# Chris Jericho
Chris Jericho, pseudonimo di Christopher Keith Irvine (Manhasset, 9 novembre 1970), è un wrestler, cantante e attore canadese nato negli Stati Uniti, sotto contratto con la All Elite Wrestling.
Durante gli anni novanta ha lottato nella Extreme Championship Wrestling e nella World Championship Wrestling, oltre che a livello internazionale in federazioni indipendenti canadesi, messicane, tedesche e giapponesi. Nell'agosto del 1999 è approdato nella World Wrestling Federation, rimanendovi, con alcune pause, per quasi vent'anni. Nel gennaio del 2018 ha fatto ritorno in Giappone, nella New Japan Pro-Wrestling, mentre nel gennaio del 2019 ha firmato un contratto con la All Elite Wrestling.
Jericho è uno dei wrestler più decorati di tutti i tempi, ed è un nove volte campione del mondo, avendo detenuto tre volte il World Heavyweight Championship, due volte il WCW World Heavyweight Championship, due volte il ROH World Championship, una volta il WWF Championship, l'AEW World Championship; ha inoltre detenuto nove volte l'Intercontinental Championship, cinque volte il World Tag Team Championship e due volte il WWE Tag Team Championship e lo United States Championship, il che lo rende uno dei wrestler ad aver completato il Grand Slam della WWE sia con il vecchio formato sia con il nuovo.
Nel 1999 ha formato i Fozzy, rock band, di cui è cantante e frontman.

## Biografia
Figlio del giocatore di hockey canadese Ted Irvine, Christopher Irvine è nato Manhasset (New York), ma è cresciuto a Winnipeg (Manitoba). Il nome viene dall'album Walls of Jericho della band power metal tedesca Helloween di cui Irvine è grande fan.

## Carriera nel wrestling

### Gli esordi (1990–1993)
La carriera da lottatore inizia nel 1990, quando inizia a lottare nel circuito indipendente; nei primi anni della sua carriera lotta anche in Messico e in Giappone. Il suo match di debutto è contro Lance Storm nella Stampede, la federazione canadese di proprietà di Stu Hart.
Nell'inverno del 1993, lavora in Messico combattendo con il ring name di Corazón de León, dove lavorò per diverse compagnie fino ad approdare alla prestigiosa Consejo Mundial de Lucha Libre. Nella CMLL, Jericho vinse l'NWA World Middleweight Championship sconfiggendo Último Dragón nel dicembre 1993. Poco dopo, abbandonò il Messico per andare a lottare in Germania e poi ancora in Giappone, alla corte di Genichiro Tenryu. Qui vinse il WAR International Junior Heavyweight Tag Team Championship insieme a Gedo. Tornato negli Stati Uniti, Jericho lottò per un breve periodo nella Smoky Mountain Wrestling e qui formò un tag team con Lance Storm noto come i Thrillseekers, ma non riuscirono mai ad arrivare ai titoli di coppia.

### Extreme Championship Wrestling (1996)
Nel 1996, grazie alla raccomandazione di Chris Benoit e al promoter Paul Heyman, Jericho approda nella Extreme Championship Wrestling, dove vince l'ECW World Television Championship a giugno al ppv Hardcore Heaven. Grazie alle prestazioni offerte, suscitò le attenzioni della World Championship Wrestling.

### World Championship Wrestling (1996–1999)

#### Varie faide e regni titolati (1996–1998)

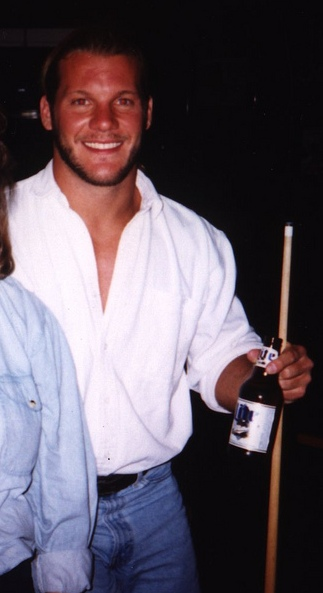
Chris Jericho nel 1998

Il 20 agosto 1996 Jericho debuttò nella WCW, ed il 15 settembre fece la sua prima apparizione in pay-per-view, lottando contro Chris Benoit a Fall Brawl. Nel gennaio 1997, debuttò nella New Japan Pro-Wrestling - la quale in quel periodo cooperava con la WCW - come Super Liger, l'arcinemico mascherato di Jushin "Thunder" Liger. Il primo match di Jericho con questo ring name fu contro Koji Kanemoto a Wrestling World 1997, ma fu talmente poco seguito che la stessa gimmick fu accantonata. Per i sei mesi successivi, continuò a lavorare per la NJPW smascherato e fu poi richiamato dalla WCW. Il 28 giugno 1997, Jericho batté Syxx Pac a Los Angeles, vincendo così il suo primo WCW Cruiserweight Championship. Vinse nuovamente lo stesso titolo il 12 agosto sconfiggendo Alex Wright.
Il turn heel di Jericho cominciò quando conquistò il titolo per la terza volta, dopo aver sconfitto Rey Mysterio, Jr. sottomettendolo con la sua Liontamer: una volta vinto, Jericho attaccò Mysterio al ginocchio con una cassetta per gli attrezzi, e quest'ultimo (kayfabe) avrebbe avuto bisogno di sei mesi per riprendersi. In seguito, il canadese ebbe un breve feud con Juventud Guerrera, durante il quale le richieste da parte del messicano per una shot per il titolo di Jericho furono costantemente rifiutate dal Lionheart, finché il feud culminò a SuperBrawl VIII in un title vs. mask match: Jericho vinse, e Guerrera fu obbligato a togliersi la maschera. Dopo questo, la gimmick di Jericho prevedeva che questi collezionasse ed indossasse dei "trofei" sottratti agli avversari che sconfiggeva, come la sopracitata maschera di Juventud Guerrera, la tenuta di origine hawaiana di Prince Iaukea e una bandana rubata a Disco Inferno.
Successivamente iniziò un lungo feud con Dean Malenko; il canadese diceva di essere migliore di quest'ultimo, ma rifiutava di affrontarlo in un match. A causa della sua elevata tecnica sul ring, Malenko veniva chiamato "The Man of 1000 Holds" ("l'uomo dalle 1000 prese"), perciò Jericho soprannominò se stesso "The Man of 1004 Holds". Durante l'episodio di Nitro del 30 marzo 1998, dopo aver sconfitto Marty Jannetty, Jericho preparò una lista delle 1004 prese che conosceva e sapeva applicare e la lesse al pubblico; ovviamente, molte erano inesistenti e tutte le altre erano semplicemente degli armbar. Il 12 marzo, a Thunder, Malenko batté un wrestler mascherato come Juventud Guerrera, che sembrava essere Jericho (mentre in realtà era Lenny Lane, che Jericho aveva corrotto per salire sul ring contro Malenko; questo scatenò un feud di entità minore tra Jericho e Lane dopo che il primo si rifiutò di pagare il secondo). Ad Uncensored, Jericho lottò contro Malenko e lo sconfisse, dopodiché Dean si prese una pausa dal wrestling; fu in quel periodo che Jericho continuò ad insultarlo portando un suo ritratto sul ring. Poco prima di Slamboree, J. J. Dillon indisse una cruiserweight battle royal, sancendo che chi l'avrebbe vinta avrebbe ottenuto anche il diritto di affrontare Jericho per il titolo. Quest'ultimo accettò, sapendo che chi lo avrebbe affrontato non avrebbe avuto abbastanza energia per lottare in due match di fila. A Slamboree, Jericho annunciò (ed insultò) coloro che lottavano nell'incontro e poi tornò nel backstage a bere un caffè. A vincere la battle royal fu un personaggio che si presentò col nome di Ciclope, dopo che Juventud Guerrera si auto-eliminò dopo avergli stretto la mano. In realtà, il vincitore non fu Ciclope ma un rientrante Dean Malenko, che riuscì in seguito a battere Jericho, il quale cominciò allora ad affermare che era stata studiata dalla dirigenza una cospirazione per privarlo della cintura: prima incolpò lo spogliatoio WCW, poi se la prese con Dillon e Ted Turner; in un promo, fu addirittura ripreso a camminare per Washington con la scritta "vittima di cospirazione" e ad incolpare il presidente degli Stati Uniti Bill Clinton di essere uno dei cospiratori, dopo essere stato respinto da un meeting. Alla fine, Malenko rese vacante il titolo e Jericho lo vinse a The Great American Bash sconfiggendo Malenko per squalifica dopo che questi lo aveva colpito con una sedia. La notte successiva, Dean Malenko fu sospeso per le sue azioni.
A Bash at the Beach fu sconfitto da Rey Mysterio Jr. in un no disqualification match anche a causa dell'interferenza di Dean Malenko. Jericho riconquistò anche il Cruiserweight Championship la notte successiva da Rey Mysterio, interrompendo Dillon proprio mentre consegnava il titolo all'atleta di San Diego. Perse infine il titolo contro Juventud Guerrera in un match disputatosi a Road Wild e che vedeva Malenko come arbitro speciale.
Il 10 agosto batté Stevie Ray e vinse il WCW World Television Championship. Subito dopo, Jericho cominciò a chiamare ripetutamente il WCW World Heavyweight Champion Goldberg, cercando di iniziare un feud con lui: i due non arrivarono mai ad affrontarsi in WCW. Jericho cita la riluttanza di Eric Bischoff, Goldberg ed Hulk Hogan a far competere lui e Goldberg in uno squash match, disputato in pay-per-view e vinto da Goldberg, come uno dei motivi che lo hanno spinto a lasciare la WCW, poiché, secondo Jericho, lui sentiva che il match in questione sarebbe stato un Big Draw.
Il 30 novembre 1998 perse il Television Championship contro Konnan. A inizio 1999, iniziò un feud con Perry Saturn, contro il quale il canadese combatté sempre match dalla stipulazione insolita: ad esempio, a Souled Out, i due si affrontarono in un "loser must wear a dress" match, che vide la vittoria di Jericho; la cosa si ripeté anche a SuperBrawl IX. Alla fine, Saturn batté Jericho in un dog collar match.

### World Wrestling Federation/Entertainment (1999–2018)

#### Intercontinental Champion (1999–2000)
Jericho ha lottato alternativamente sia nella WCW sia in numerosi tour giapponesi, prima che avesse potuto firmare un contratto con la World Wrestling Federation il 30 giugno.
Nelle settimane precedenti al suo debutto, negli show televisivi della WWF è apparso un orologio che segnava un conto alla rovescia chiamato "Countdown to The New Millennium". Nel DVD Break the Walls ha dichiarato che era stato un orologio simile, visto in un ufficio postale, a ispirargli l'idea di quest'entrata. Nella puntata di Raw Is War del 9 agosto 1999 svoltasi a Chicago, mentre The Rock era nel ring a effettuare un promo nei confronti di Big Show, Jericho è entrato nell'arena proclamando "Raw is Jericho" e che era "venuto a salvare la World Wrestling Federation", riferendosi a se stesso come "Y2J" (parodia del virus del millennio, lo Y2K). The Rock lo ha poi imitato per la sua interruzione. Jericho ha fatto il suo debutto nel ring il 26 agosto nella puntata inaugurale di SmackDownǃ, dove ha perso un match contro Road Dogg per squalifica dopo aver eseguito una powerbomb su Road Dogg attraverso il tavolo.
Jericho ha iniziato la sua prima faida con Chyna: dopo aver perso contro Chyna alle Survivor Series, Jericho ha vinto il suo primo Intercontinental Championship al pay-per-view Armageddon. La faida si è conclusa in una controversa decisione durante la rivincita in cui i due sono stati separati dagli arbitri dichiarando uno di loro il vincitore del match per il titolo. Come da risultato, i due sono diventati co-campioni, fino a quando Jericho ha sconfitto Chyna e Hardcore Holly in un triple threat match per diventare il campione indiscusso alla Royal Rumble.

#### Storyline con Chris Benoit (2000–2001)
Jericho ha perso il titolo contro il Kurt Angle (allora detentore dell'European Championship) a No Way Out, mentre il 2 aprile a WrestleMania 2000 ha preso parte a un triple threat match contro Chris Benoit e lo stesso Angle in un two-falls contest nel quale entrambi i titoli di Angle erano in palio. Jericho ha vinto lo European Championship schienando Benoit che ha a sua volta schienato Jericho per conquistare l'Intercontinental Championship. Jericho doveva essere originariamente nel main event di WrestleMania, ma è stato scartato dopo che Mick Foley ha chiesto al team creativo della WWF di prendere il suo posto. Jericho ha poi perso il titolo la sera seguente contro Eddie Guerrero a Raw Is War dopo che Chyna lo ha tradito schierandosi dalla parte di Guerrero. Jericho ha affrontato Triple H nella puntata di Raw Is War del 17 aprile in un match per il WWF Championship: l'arbitro Earl Hebner ha effettuato un conteggio veloce quando Triple H è stato schienato da Jericho, che ha vinto il titolo. Più tardi Hebner ha rovesciato la decisione a causa delle proteste di Triple H e la WWE non ha mai riconosciuto il regno da campione di Jericho, che nella puntata di SmackDown! del 4 maggio ha sconfitto Benoit per conquistare l'Intercontinental Championship per la terza volta, perdendolo tuttavia quattro giorni dopo a Raw Is War contro lo stesso Benoit. La faida tra Jericho e Triple H è culminata a Fully Loaded, dove si sono affrontati in un Last Man Standing match che Jericho ha perso.
Jericho ha sconfitto Benoit in un ladder match per vincere l'Intercontinental Championship per la quarta volta alla Royal Rumble, difendendolo con successo a WrestleMania X-Seven contro William Regal, per poi perderlo quattro giorni dopo contro Triple H. A Judgment Day Jericho e Benoit hanno vinto un tag team turmoil match, ottenendo un'opportunità titolata per il WWF Tag Team Championship di Steve Austin e Triple H la notte seguente a Raw Is War, dove Jericho e Benoit hanno vinto il match, mentre Triple H ha subìto un legittimo infortunio al quadricipite. I due hanno difeso i loro titoli nel primo fatal four-way Tables, Ladders, and Chairs match in cui Benoit ha subìto un infortunio a seguito di diving headbutt attraverso il tavolo; a causa di ciò i due hanno perso il titolo contro i Dudley Boyz nella puntata di SmackDownǃ 21 giugno. Nello stesso mese a King of the Ring Jericho e Benoit hanno preso parte al triple threat match per il WWF Championship, allora detenuto da Steve Austin, che ha mantenuto il titolo nonostante l'attacco da parte di Booker T che ha sancito l'inizio dell'angle dell'Invasion.

#### Undisputed WWF Champion (2001–2002)
Nei mesi successivi Jericho è diventato una forza importante nella storyline dell'Invasion, nella quale la WCW e la ECW hanno unito le forze per contrastare la WWF. Jericho è rimasto dalla parte della WWF nonostante avesse combattuto nella WCW e ECW, ma è iniziato a diventare geloso di The Rock, suo compagno di squadra nel Team WWF. Dopo aver sconfitto Rob Van Dam in un match che avrebbe determinato il primo sfidante, Jericho ha affrontato The Rock a No Mercy e ha vinto il WCW Championship, suo primo titolo mondiale. Jericho e Rock hanno messo da parte le loro divergenze la notte seguente a Raw Is War per vincere il WWF Tag Team Championship contro i Dudley Boyz. Dopo aver perso il titolo contro Test e Booker T, i due hanno continuato la loro faida e nella puntata di Raw del 5 novembre Jericho ha perso il WCW Championship contro The Rock: al termine del match Jericho lo ha attaccato con una sedia. Alle Survivor Series Jericho è quasi costato la vittoria a The Rock e al Team WWF nel "Winner Take All" 5-on5 elimination tag team match contro l'Alliance, ma la WWF è riuscita comunque a prevalere.
Il 9 dicembre a Vengeance Jericho ha sconfitto, grazie anche alle interferenze di Vince McMahon e di Booker T, sia The Rock per il WCW Championship (rinominato dopo le Survivor Series come "World Championship"), sia Steve Austin per il WWF Championship nella stessa sera per diventare il primo wrestler a detenere entrambi i titoli allo stesso tempo. Successivamente ha mantenuto il titolo contro Rock e Austin rispettivamente alla Royal Rumble e No Way Out, per poi perderlo contro Triple H nel main event di WrestleMania X8. Jericho è diventato un membro del roster di SmackDown! dopo aver perso il titolo e ha continuato la sua faida con Triple H. La loro rivalità è culminata a Judgment Day, dove Triple H lo ha sconfitto in un Hell in a Cell match.

#### Varie faide (2002–2003)

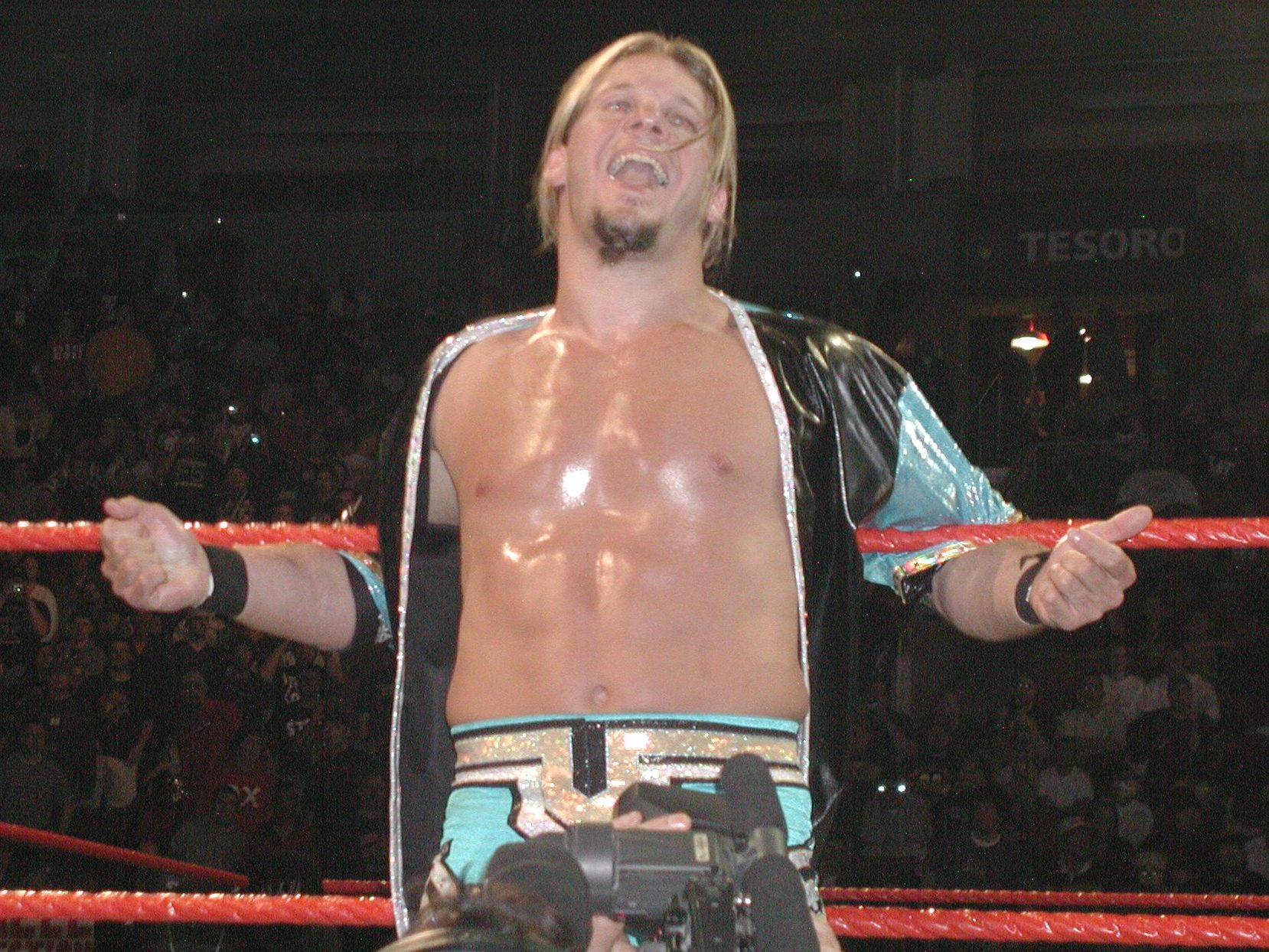
Chris Jericho nel 2003

Jericho è tuttavia passato al roster di Raw, in quanto non era intenzionato a lavorare con la nuova general manager di SmackDown!, Stephanie McMahon. Poco dopo essere tornato a Raw Jericho ha vinto l'Intercontinental Championship per la quinta volta sconfiggendo Rob Van Dam; salvo poi perderlo contro Kane dopo appena due settimane. Successivamente ha formato un tag team con Christian, con il quale ha vinto il World Tag Team Championship nella puntata di Raw del 14 ottobre. Alle Survivor Series Jericho partecipò al primo Elimination chamber della storia con in palio il World Heavyweight Championship, ma venne eliminato da Shawn Michaels quando in finale restarono soltanto loro due e Triple H. Jericho e Christian hanno perso i titoli di coppia in un fatal four-way elimination match che includeva anche i Dudley Boyz, Booker T e Goldust e William Regal e Lance Storm il 15 dicembre al pay-per-view Armageddon.
Nella puntata di Raw del 13 gennaio 2003 Jericho ha vinto una battle royal contro Kane, Van Dam e Batista per scegliere il suo numero d'entrata nel Royal Rumble match. Jericho ha scelto il numero due per iniziare il match con Shawn Michaels, che aveva sfidato Jericho a dimostrare di essere davvero migliore di lui. Dopo l'entrata di Michaels, Jericho è entrato come secondo partecipante e Christian, travestitosi da Jericho, è apparso sulla rampa mentre il vero Jericho ha attaccato Micheals alle spalle e lo ha eliminato successivamente dal match. Michaels successivamente, tornerà nel ring e favorirà l'eliminazione di Jericho dall'incontro, aumentando l'astio tra i due. Jericho ha poi avuto delle faide con Test, lo stesso Michaels e Jeff Hardy, che ha sconfitto a No Way Out. Jericho e Michaels si sono affrontati a WrestleMania XIX in uno dei match più criticamente acclamati nella WWE e Jericho ne è uscito sconfitto, ma al termine del match, dopo aver abbracciato Michaels, lo ha colpito con un colpo basso, rimanendo heel.
Dopo questo match Jericho ha iniziato una rivalità con Goldberg, causata dal fatto che, quando entrambi erano nella WCW, quest'ultimo aveva rifiutato di lottare con Jericho. Durante il primo episodio dell'Highlight Reel, in cui Goldberg era ospite, Jericho ha affermato che nessuno avrebbe voluto Goldberg nella WWE e ha continuato a insultarlo nelle settimane seguenti. Nella puntata di Raw del 12 maggio un misterioso assalitore ha tentato di investire Goldberg con una limousine. Una settimana più tardi il co-general manager di Raw Steve Austin ha interrogato molte superstar di Raw per cercare chi aveva guidato la macchina e uno degli interrogati è stato Lance Storm, che ha ammesso di essere stato lui l'assalitore. Austin ha costretto Storm a combattere un match con Goldberg, che ha vinto il match, al termine del quale Goldberg ha costretto Storm ad ammettere che Jericho era stato il vero responsabile dell'incidente. Nella puntata di Raw del 26 maggio Goldberg è stato ancora una volta ospite dell'Highlight Reel, con Jericho che ha espresso la sua gelosia verso il successo di Goldberg nella WCW e che non aveva preso bene il suo arrivo nella WWE, che aveva deciso di mettere tutta la sua carriera e tutto ciò che voleva momentaneamente da parte e che voleva sfidarlo in un match a Bad Blood, ma Jericho è stato sconfitto. A SummerSlam, Jericho partecipò all'Elimination chamber per il World Heavyweight Champion, ma venne eliminato da Goldberg.

#### Storyline con Christian (2003–2004)
Nella seconda metà del 2003 Jericho ha iniziato una relazione romantica con Trish Stratus, mentre il suo compagno di tag team Christian ne aveva iniziata una con Lita. Ciò si è però trasformato in una scommessa su chi dei due sarebbe riuscito per primo ad andare a letto con una delle due, scommettendo un dollaro canadese. La Stratus ha ascoltato di nascosto questo discorso e ha terminato la sua relazione con Jericho, il quale si è sentito in colpa per averla usata. Dopo che Jericho l'ha salvata da un attacco di Kane, la Stratus ha deciso che i due sarebbero rimasti solo "amici". Dopo che Christian aveva imprigionato la Stratus nella Walls of Jericho durante il loro match, Jericho ha ottenuto la sua vendetta su Christian e ciò ha portato a un match a WrestleMania XX, che Jericho ha perso quando la Stratus lo ha "inavvertitamente" colpito (pensando che fosse Christian) permettendo a Christian di schienarlo con un roll-up. Dopo il match, la Stratus ha voltato le spalle a Jericho rivelando che lei e Christian erano una coppia. Questa rivelazione ha portato ad un handicap match a Backlash che Jericho ha vinto. A Unforgiven dello stesso anno, Jericho ha vinto l'Intercontinental Championship per un record di sette volte quando ha sconfitto Christian in un Ladder match, interrompendo il precedente record di Jeff Jarrett dal 1999.

#### Opportunità titolate e pausa (2004–2005)
Jericho ha fatto parte di una squadra (insieme a Randy Orton, Chris Benoit e Maven) che, alle Survivor Series, ha affrontato la squadra composta da Triple H, Batista, Edge e Gene Snitsky; la stipulazione prevedeva che ogni membro della squadra vincitrice sarebbe diventato general manager di Raw per una delle quattro settimane successive. A vincere è stato il team di Jericho e durante il suo turno, ha privato Triple H del World Heavyweight Championship, poiché un triple threat match disputatosi la settimana prima per il titolo era finito in pareggio. A New Year's Revolution, Jericho ha preso parte all'Elimination Chamber match per il World Heavyweight Championship reso vacante precedentemente, contro Triple H, Chris Benoit, Batista, Randy Orton ed Edge. Jericho ha iniziato il match insieme a Benoit, ma è stato poi eliminato da Batista. A WrestleMania 21, Jericho ha partecipato al primo Money in the Bank ladder match di sempre, (fu lo stesso Jericho a ideare questa stipulazione), insieme a Shelton Benjamin, Christian, Chris Benoit, Kane ed Edge, e a vincere fu quest'ultimo. A Backlash, Jericho ha sfidato Benjamin per il WWE Intercontinental Championship, ma ha perso il match. Il 12 giugno 2005, Jericho lottò nel primo match di ECW One Night Stand contro un suo vecchio rivale, Lance Storm; quella sera, Jericho mise da parte la sua gimmick di Y2J per riprendere quella che usava in precedenza, ovvero il Lionheart. Jericho perse il match, poiché Jason e Justin Credible lo colpirono alla testa con una kendo stick. Storm riuscì così a schienarlo, vincendo l'incontro.
In seguito, sempre nel giugno 2005, Jericho passò nuovamente fra gli heel per iniziare un feud con l'allora WWE Champion John Cena. A Vengeance, Jericho perse un Triple Threat match per il titolo, che vedeva coinvolto anche Christian; la rivalità continuò anche a SummerSlam, quando Cena batté Jericho in un match singolo valevole per il WWE Championship. La notte successiva, a Raw, Jericho ottenne il rematch e affrontò Cena in un "You're Fired!" match, che prevedeva il licenziamento del perdente. Cena vinse ancora e Y2J fu licenziato dall'allora general manager di Raw Eric Bischoff. Jericho attaccò allora Bischoff, e fu portato via dall'arena dalla sicurezza. Il 25 agosto 2005, la WWE annunciò che il contratto di Chris Jericho era scaduto. Jericho decise dunque di allontanarsi temporaneamente dal mondo del wrestling per dedicarsi alla sua band, i Fozzy. Condusse inoltre con cadenza settimanale un radioshow su una radio satellitare dal titolo The Rock of Jericho e apparve regolarmente in diverse trasmissioni dei network statunitensi VH1 ed E!.

#### Faida con Shawn Michaels (2007–2008)

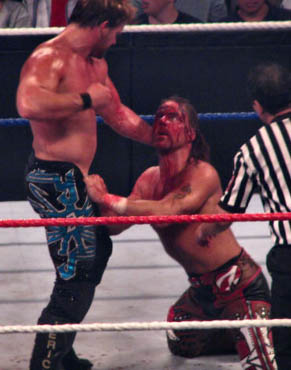
Jericho contro Shawn Michaels a The Great American Bash 2008

La WWE pubblicizzò il ritorno di Jericho a partire dal 24 settembre 2007 con una campagna di marketing virale usando una serie di messaggi criptati in codice binario simili a quelli del film Matrix. I video contenevano messaggi nascosti e collegamenti biblici a Jericho. Le parole "Save Us" e "2nd Coming" erano le più frequenti nei video. La campagna si diffuse su internet, dove numerosi siti tentarono di spiegare il misterioso significato dei video. Il rientro a tempo pieno come lottatore avviene il 19 novembre 2007, quando interrompe la cerimonia del "passaggio della torcia" di Randy Orton nel corso di una puntata di Raw. Jericho rivela la sua intenzione di conquistare il WWE Championship per "salvare" i fan della WWE da Orton. Jericho combatte il suo primo match, dopo due anni dall'ultimo, il 26 novembre 2007 a Raw, sconfiggendo Santino Marella. Nell'occasione usa per la prima volta una nuova finisher chiamata Codebreaker. A Armageddon affronta Randy Orton, vincendo il match per squalifica in seguito all'interferenza di JBL, così da non riuscire a conquistare la cintura WWE. Alla Royal Rumble, Chris Jericho affronta JBL ed il match termina con la squalifica di Jericho, per eccessiva violenza, e la conseguente vittoria di JBL.
Il 10 marzo 2008, durante una puntata speciale di Raw dalla durata di tre ore, Jericho sconfigge Jeff Hardy conquistando per l'ottava volta l'Intercontinental Championship. A Backlash partecipa come arbitro speciale al match tra Shawn Michaels e Batista e a Judgment Day affronta lo stesso Michaels, perdendo il match. Il 9 giugno, a Raw, Jericho effettua un turn Heel, attaccando Michaels durante il The Highlight Reel. Il 29 giugno 2008 a Night of Champions perde l'Intercontinental Championship contro Kofi Kingston; decisivo l'arrivo di Shawn Michaels, che distrae Jericho nel momento cruciale del match.
Il 28 luglio Jericho presenta l'ultima edizione dell'Highlight Reel rivolgendosi al pubblico, accusandoli di non aver mai apprezzato veramente quello che lui fa per loro mentre lui è sempre stato leale e sincero nei loro confronti. Dopo queste dichiarazioni, Jericho dice che quest'ultimo Highlight Reel è un addio a un'icona importante, ma non HBK, bensì Y2J, ossia la gimmick che fino ad allora aveva interpretato e che l'aveva reso celebre.
Durante il pay-per-view WWE The Great American Bash, Chris Jericho affronta Shawn Michaels e il match termina per TKO di HBK, per un infortunio ad un occhio. A Summerslam 2008, Chris Jericho interrompe il discorso di Michaels, che stava per annunciare il ritiro, colpendo la moglie di Michaels con un pugno.

#### World Heavyweight Champion (2008–2009)

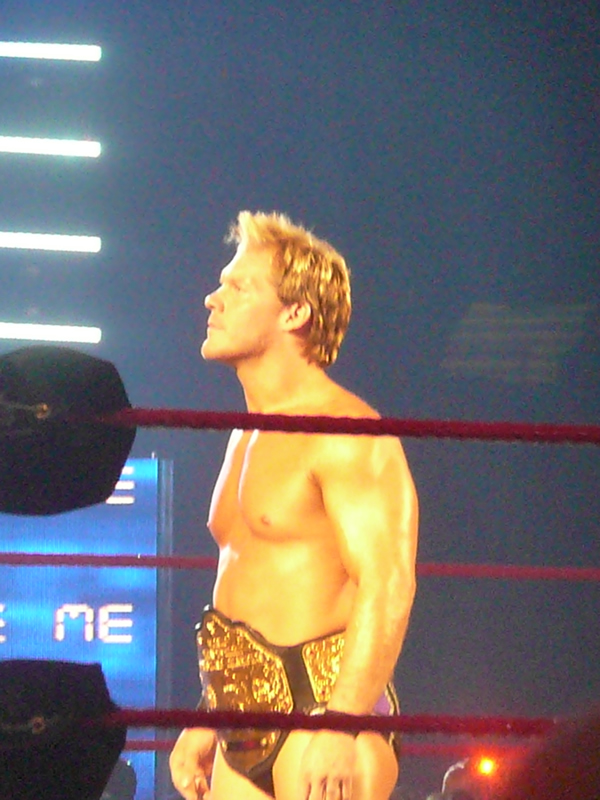
Chris Jericho con il World Heavyweight Championship nel 2008

Il 7 settembre 2008 prende parte a Unforgiven, uscendo sconfitto per TKO da un Unsanctioned Match contro lo stesso Michaels. Nel corso della serata, prende parte a sorpresa anche al World Heavyweight Championship Scramble Match, prendendo il posto del campione CM Punk infortunatosi poco prima dell'inizio del match; Jericho vince il match laureandosi World Heavyweight Champion. Nella puntata di Raw svoltasi la settimana dopo Unforgiven, Chris Jericho conserva il World Heavyweight Championship battendo CM Punk in uno Steel Cage Match. A No Mercy 2008 Chris Jericho difende con successo il World Heavyweight Championship in un Ladder Match contro Shawn Michaels. Il 26 ottobre 2008 perde il World Heavyweight Championship a Cyber Sunday 2008 contro Batista. Ma il lunedì della settimana successiva durante la puntata numero 800 di Raw lo vince nuovamente in uno Steel Cage Match sempre contro Batista, per perderlo poi nuovamente alle Survivor Series contro il rientrante John Cena. Ad Armageddon perde la rivincita titolata con John Cena.
Nella puntata del 12 gennaio 2009 Stephanie McMahon licenzia Jericho. La settimana successiva, a Raw, avviene il ritorno di Vince McMahon, che insieme a sua figlia Stephanie lo riassume a patto che lui chieda scusa prima a loro e poi a tutti i fan delle WWE, cosa che Jericho fa. Alla Royal Rumble entra con il numero 11 e viene eliminato da The Undertaker, dopo aver eliminato Rob Van Dam. Nella Road to WrestleMania, prende di mira moltissimi WWE Hall of Famer, accusandoli di essere ipocriti proprio come le persone che li amano; inoltre Jericho rivolge le sue attenzioni anche sull'attore Mickey Rourke, protagonista di The Wrestler, che in un'intervista ha dichiarato di volerlo sfidare a WrestleMania. A WrestleMania 25 Jericho sconfigge le leggende in un 3 on 1 Handicap Match, rappresentate da Jimmy Snuka, Roddy Piper e da Ricky "The Dragon" Steamboat, e dopo avere colpito con una Codebreaker anche Ric Flair, presente all'angolo delle leggende, viene steso con un pugno da Mickey Rourke. A Backlash ha la meglio proprio su Steamboat che l'aveva sfidato in un match uno contro uno.

#### Alleanza con Big Show (2009–2010)

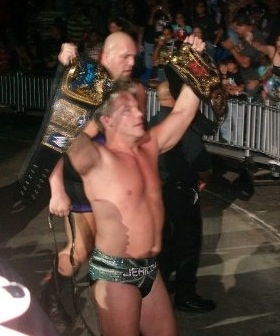
I Jeri-Show

Durante l'edizione del 13 aprile 2009 di Raw, Chris Jericho passa nel roster di SmackDown per la prima volta in carriera dal Brand Extension, grazie all'annuale Draft. Durante la sua prima apparizione a Smackdown perde in un fatal four way match l'opportunità di diventare lo sfidante al World Heavyweight Championship detenuto da Edge. Nel match colpisce con una sedia Rey Mysterio e viene squalificato. Nelle settimane seguenti inizia una rivalità con Mysterio e i due si affrontano a Judgment Day con in palio il titolo Intercontinentale, e il match è vinto da Rey Mysterio che conserva il titolo. Jericho affronta e sconfigge Rey Mysterio nel rematch a Extreme Rules in un No Holds Barred Match dove oltre alla conquista del titolo Intercontinentale per la nona volta riesce a togliere la maschera al wrestler messicano, come aveva promesso alla vigilia dell'incontro. A The Bash viene sconfitto da Rey Mysterio in un Title vs Mask perdendo così il titolo Intercontinentale.
Più tardi però viene inserito a sorpresa dal General Manager dello show blu Theodore Long nel match per gli WWE Unified Tag Team Titles di Carlito e Primo in coppia con Edge. I due si aggiudicano il match e diventano così Unified WWE Tag Team Champions, ma Edge poco dopo si infortuna, lasciandolo senza un partner. A Night of Champions annuncia dunque il suo nuovo partner, ovvero Big Show, e i due sconfiggono Ted DiBiase e Cody Rhodes conservando le cinture. Vinti i due intraprendono una rivalità coi Cryme Tyme, che li porterà fino a Summerslam dove, Y2J e Big Show battono i Cryme Tyme difendendo una seconda volta le cinture. Finito questo feud, il 24 agosto comincia a Raw una rivalità con MVP che sceglie come compagno The World Strongest Man Mark Henry; nel match della serata qualora avessero vinto MVP ed Henry, sarebbero diventati number one contender per i titoli unificati di coppia al prossimo pay per view Breaking Point. Grazie all'aiuto del general manager speciale della serata, il boxer Floyd  Money Mayweather, i due atleti di colore riescono ad aggiudicarsi il match. Nel PPV WWE Breaking Point, Jericho e Big Show sconfiggono Mark Henry e MVP conservando ancora le cinture di coppia, nel terzo PPV consecutivo. Contemporaneamente cominciano una rivalità con Batista, tornato dall'infortunio e passato al roster blu. Prima l'ex membro dell'Evolution sconfigge Y2J, poi The Big Show per squalifica. Quindi a fine serata sfida i due campioni, per i titoli unificati di coppia, al prossimo ppv Hell in a Cell, scegliendo come suo tag team partner il suo vecchio amico Rey Mysterio. Ad Hell in a Cell conservano di nuovo le cinture dall'assalto di Batista e Rey Mysterio.
Il loro Regno da Campioni di Coppia Unificati finisce dopo 140 giorni al ppv TLC contro la D-Generation X. Nell'edizione di Raw del 14 dicembre 2009, edizione dedicata agli Slammy Awards, Chris Jericho, insieme a Big Show, vince lo Slammy per il Tag Team dell'anno. Più tardi nella serata Jericho e Big Show sconfiggono la DX per squalifica dopo che Triple H si fa squalificare di proposito, annullando così la clausola di rivincita di Jericho e Big Show e costringendo Jericho a tornare esclusivamente nel roster di SmackDown. Nell'edizione di Raw del 28 dicembre 2009 Big Show regala a Chris Jericho un biglietto per entrare nell'arena. Chris, quindi, assiste al Main Event tra la DX e Big Show & Chavo Guerrero. Vince la DX e a fine match Chris tenta un attacco ma viene anticipato da Shawn Michaels. Nella puntata di RAW del 4 gennaio i Jeri-Show perdono un altro match valevole per i titoli di coppia e, vista la sconfitta, Jericho è bandito da Raw.
Nell'edizione di SmackDown seguente al PPV Royal Rumble, Chris Jericho sconfigge Matt Hardy e guadagna un posto per l'Elimination Chamber di SmackDown valido per il World Heavyweight Championship. Nella puntata di SmackDown successiva affronta e sconfigge The Undertaker in un No-DQ Match. Al PPV, Chris Jericho vince l'Elimination Chamber eliminando per ultimo Undertaker grazie all'interferenza di Shawn Michaels e si laurea World Heavyweight Champion per la terza volta. Ventiquattro ore dopo a Raw, Edge interrompe un promo di Jericho, mettendolo Ko con la spear e annunciando che sfrutterà la shot vinta alla Royal Rumble contro l'ex partner di coppia, per cui i due se la vedranno a Wrestlemania XXVI dove a vincere è Chris Jericho, che mantiene così il World Heavyweight Title. Con la vittoria contro Edge, Jericho è il primo World Heavyweigth Champion a mantenere il titolo allo ShowCase of The Immortals da Wrestlemania XIX. Nella puntata di SmackDown del 2 aprile perde il titolo contro Jack Swagger, che incassa su di lui il contratto del Money In The Bank dopo che Jericho aveva subito un attacco da Edge poco prima. Jericho ha poi l'opportunità di riconquistare il titolo a Smackdown, in un Triple Threat Match a cui partecipano anche il campione, Swagger, ed Edge, ma è Jack Swagger a vincere e restare campione. Ad Extreme Rules, affronta Edge in uno Steel Cage Match, dove ad uscirne vincitore è però la Rated-R Superstar.
Chris Jericho tornò nel roster di Raw dopo un anno durante la Draft 2010. Nella puntata di Raw successiva formò un'alleanza con The Miz, puntando agli Unified Tag Team Championships detenuti dalla Hart Dynasty. Un mese dopo Jericho venne sconfitto da Evan Bourne a WWE Fatal Four Way e nella sera successiva a Raw Jericho vinse un rematch in cui aveva messo la sua carriera in palio. Il 19 gennaio a Raw Jericho, dopo esser stato attaccato dal Nexus, entrò nel Team WWE formato da Edge, John Morrison, R-Truth, The Great Khali, Bret Hart e capitanato da John Cena per affrontare The Nexus a SummerSlam. A SummerSlam il Team WWE sconfigge il Nexus, ma durante il match viene accidentalmente colpito da John Cena così da scatenare la furia di Jericho e anche quella di Edge che effettua una Spear su Cena.
Jericho ha dichiarato poi che se al PPV Night of Champions non avesse vinto il titolo WWE, avrebbe abbandonato la federazione. Nella puntata successiva a questa dichiarazione, Jericho perde un match contro John Morrison, venendo eliminato come contendente al titolo WWE a Night of Champions. Nella puntata precedente il PPV, Jericho riesce a rientrare nel match valevole il titolo WWE, vincendo uno Steel Cage match contro la Hart Dynasty. A Night of Champions perde venendo eliminato per primo da Randy Orton.
La storia del ritiro è stata ideata per permettere a Jericho una pausa dal ring, e anche per dedicarsi alla sua band, i Fozzy, con cui ha fissato un tour extra-Stati Uniti da ottobre che avrebbe toccato Inghilterra, Scozia, Irlanda e Galles. Infatti il lunedì successivo a Raw rimane vittima del punt kick di Randy Orton in modo da giustificarne la sua assenza dalla WWE a tempo indeterminato.

#### Varie faide e opportunità titolate (2011–2014)

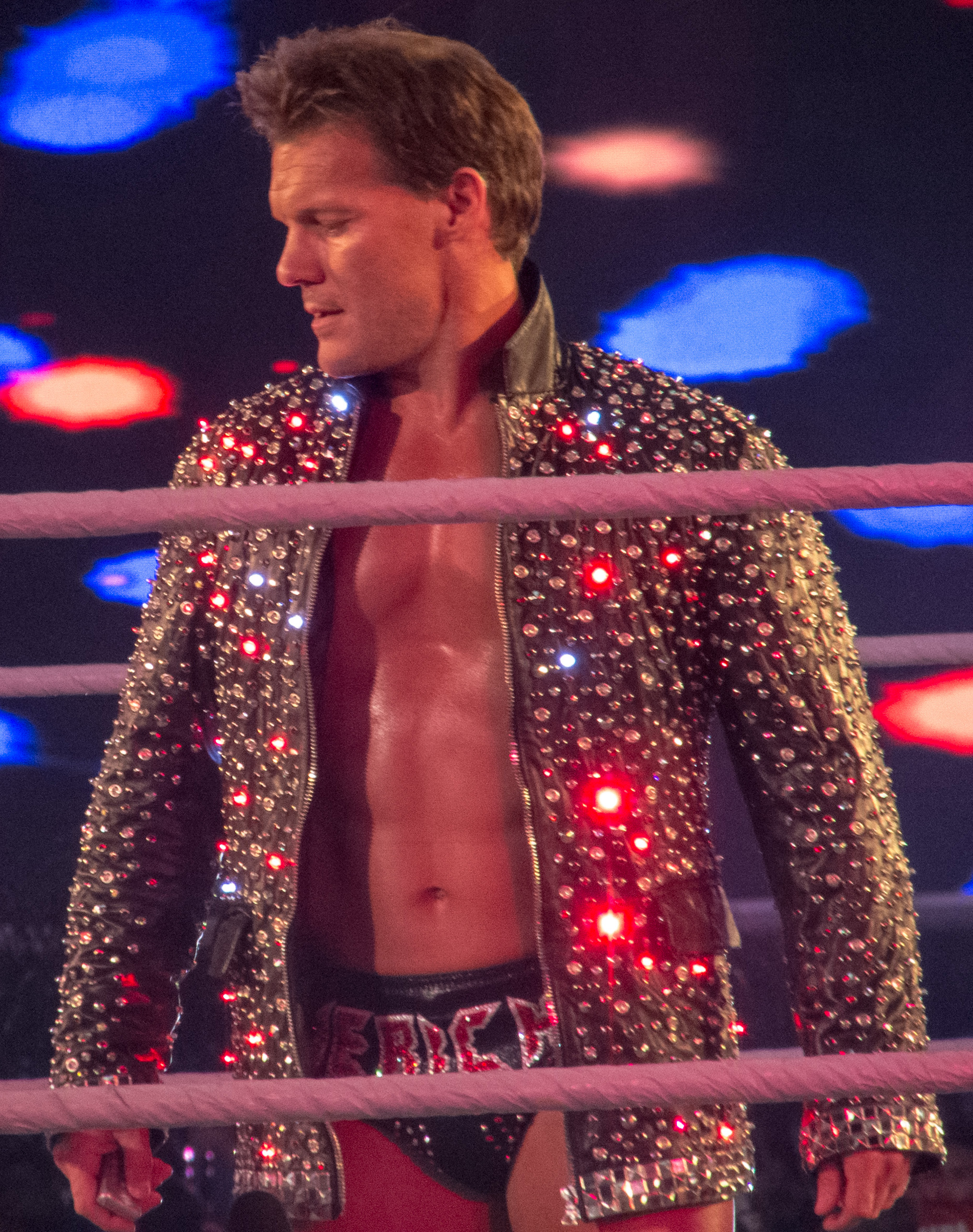
Chris Jericho nel 2012

A partire da metà novembre 2011, durante i programmi WWE vennero mostrati dei promo, con protagonisti un bambino e una bambina, con ambientazione che variavano da una scuola a un giardino. In questi promo, il bambino citava spesso frasi bibliche e ogni volta il promo si concludeva con messaggi criptici, come "Control" e "Look within". Sul Web, molti fan avevano già previsto il ritorno di Chris Jericho, poiché durante uno di questi promo venne mostrata la data in cui la persona di cui si parlava nei promo sarebbe arrivata in WWE: "Monday 2 January", ovvero lunedì 2 gennaio 2012. Molti interpretarono la data come l'indizio definitivo sul ritorno di Jericho, poiché la data stessa, se letta in un certo modo, forma l'acronimo Y2J. "Monday 2 January" secondo questi fan era da intendersi come: "Monda-Y 2 J-anuary". L'uomo misterioso alla fine si è rivelato essere proprio Chris Jericho, che è tornato da Face nello stesso stile delle due precedenti introduzioni in WWE e, dopo aver incitato più volte per diversi minuti la folla ad acclamarlo, è rientrato nel backstage senza aver pronunciato neanche una parola. Successivamente Jericho è apparso in un'intervista esclusiva concessa a WWE.com dove, invece di rispondere alle domande di Josh Mathews, ha sorriso insistentemente per poi andare via. La settimana successiva a Raw SuperShow Jericho si è presentato sul ring, scoppiando poi in lacrime, lasciando di nuovo l'arena senza dire una parola. Nella puntata di Raw SuperShow del 16 gennaio Jericho avrebbe dovuto disputare un 6-Men Tag Team Match con CM Punk e Daniel Bryan contro Dolph Ziggler, Mark Henry e David Otunga ma, al momento del cambio, Jericho lascia il ring, comportandosi come nelle altre settimane. Nella puntata del 23 gennaio torna a condurre il suo show, l'Highlight Reel, nel quale vengono mostrate alcune delle immagini più importanti riguardo alla sua carriera. Al termine delle immagini Jericho, per la prima volta dal suo terzo ritorno, parla al pubblico dicendo che alla Royal Rumble ci sarà la fine del mondo per come lo conosciamo.
Al suddetto PPV, prende parte al Royal Rumble Match entrando con il numero 29, per poi essere eliminato per ultimo da Sheamus. Durante la puntata di Raw del 30 gennaio viene annunciato che Chris Jericho sarà uno dei 6 partecipanti al prossimo Elimination Chamber Match per il WWE Championship all'omonimo PPV. Nella stessa sera però interviene sul match fra Daniel Bryan e CM Punk attaccando quest'ultimo, iniziando una faida fra loro ed effettuando un Turn Heel. Nella puntata successiva spiega il motivo del suo attacco a CM Punk e svela che lui, come tanti altri wrestler, sono tutti suoi imitatori ed è anche per questo che è tornato, proprio per far vedere che è lui il solo numero uno in questa disciplina. Nella stessa sera prende luogo un Six-Pack Challange tra i 6 partecipanti all'Elimination Chamber Match, nel quale il vincitore sarebbe stato l'ultimo ad entrare nel suddetto match. CM Punk effettua la Go to Sleep su Dolph Ziggler, ma Jericho impedisce lo schienamento, aggredendo Punk, ed effettuando a sua volta lo schienamento su Ziggler, vincendo il match. Guarda poi Punk, provocandolo e indossando il WWE Championship. A Elimination Chamber entra quindi con il numero 6, ma viene messo KO da un calcio di CM Punk, che lo manda fuori dalla gabbia e lo costringe ad abbandonare il match.
Il 20 febbraio a Raw vince una Ten-Man Battle Royal per decidere lo sfidante di CM Punk per il WWE Championship a WrestleMania XXVIII. Nelle successive puntate Jericho provoca Punk, arrivando ad offendere sia sua sorella che suo padre. A WrestleMania XXVIII viene però sconfitto, non riuscendo così a conquistare il WWE Championship. Nella puntata di Raw del 2 aprile interviene dopo il match tra CM Punk e Mark Henry, vinto da quest'ultimo per Count-Out, e rovescia addosso al campione WWE un'intera bottiglia di un alcolico, per poi spaccargliene un'altra in testa. Nella puntata di Raw del 9 aprile attacca di nuovo CM Punk, colpendo il campione WWE con la Codebreaker e rovesciandogli addosso delle lattine di birra. Nella puntata di Raw del 16 aprile interviene apparendo sul titantron dopo il match tra CM Punk e Mark Henry, accusando il campione di essere entrato in un pub di Londra per bere e annunciando che si sfideranno in un Chicago Street Fight Match. Nella puntata di Raw del 23 aprile scopre CM Punk nello spogliatoio a bere, così va dal GM e propone di fare al campione un test di sobrietà: se non lo passerà, sarà privato del titolo e questo andrà automaticamente a Chris, dato che è il primo sfidante. Inizialmente il test non viene superato da Punk (ovviamente il lottatore fingeva di essere ubriaco), ma quando questi sta per essere privato del titolo, rifà tutte le prove e le supera perfettamente, per poi attaccare Y2J. A Extreme Rules viene sconfitto nel Chicago Street Fight Match da CM Punk nonostante un'ottima prestazione (durante il match viene anche schiaffeggiato dalla sorella del rivale). La sera successiva partecipa a un Beat the Clock Challenge per decretare il nuovo contendente al WWE Championship di CM Punk; Jericho sconfigge Big Show per count-out ma il tempo realizzato non gli permette di avere un'altra opportunità per il titolo.
Nella puntata di Raw del 7 maggio Y2J viene inserito nel match valido per il World Heavyweight Championship a Over the Limit, dove affronterà Randy Orton, Alberto Del Rio e il campione Sheamus per il titolo. Al PPV, tuttavia, non riesce a conquistare la cintura, venendo schienato proprio dal campione Sheamus. Nell'house show disputato in Brasile il 24 maggio 2012, Chris Jericho è stato ufficialmente sospeso dalla WWE dopo che ha preso a calci una bandiera della nazione verdeoro. La compagnia non ha preso bene questo atto e ha deciso di sospendere il wrestler a tempo indeterminato. Dalle prime ipotesi però, sembra che tutto questo sia un angle per fare in modo che Jericho parta per il tour con la sua band (i Fozzy) senza problemi. Chris ritorna come annunciato nella puntata di Raw del 25 giugno, intervenendo durante un promo di John Cena. Quest'ultimo stava annunciando che parteciperà al Money in the Bank Ladder Match al prossimo PPV di luglio, WWE Money in the Bank, e Y2J fa la stessa cosa. Infine, la General Manager della serata Vickie Guerrero annuncia ai due che si affronteranno nel main event della medesima sera. Cena riesce a vincere contro Chris per squalifica dopo che Big Show attacca il leader della Cenation. A Money in the Bank non riesce a vincere la valigetta, che invece viene vinta propria da Cena.
Nella puntata di Raw del 16 luglio Jericho ha un confronto con Dolph Ziggler, che lo insulta dicendo che da quando è tornato in WWE, nonostante le tante occasioni avute, non è riuscito a concludere nulla. Y2J, dopo alcuni secondi di silenzio, lo aggredisce con la Codebreaker e abbandona il ring. Nella puntata di SmackDown del 27 luglio interviene rispedendo sul ring Dolph Ziggler che se ne stava andando dopo aver rinunciato ad incassare la valigetta e lo fa mettere K.O. da Sheamus. Dopodiché, appena Ziggler si rialza, Jericho lo rimette al tappeto con la Codebreaker, ricevendo l'ovazione del pubblico e facendo pensare ad un possibile Turn Face. Nella puntata di Raw del 30 luglio viene confermato il suo Turn Face e fa coppia con Christian per affrontare Dolph Ziggler e The Miz, riuscendo a sconfiggerli. A fine match però Jericho viene messo al tappeto dal rivale Ziggler. Nella puntata di SmackDown del 10 agosto Chris Jericho riporta a SmackDown il suo show, l'Highlight Reel, e come ospite sceglie proprio il suo rivale Dolph Ziggler. Si presenta invece solo Vickie Guerrero, la quale comincia ad avere un segmento molto divertente con lo stesso Jericho, che alla fine annuncia il ritorno di Y2J. A quel punto interviene Dolph Ziggler che lo attacca alle spalle. Nella puntata seguente di Raw, Jericho perde un Triple Threat match in favore di Ziggler, nel quale era incluso anche The Miz. Nella puntata di SmackDown prima di SummerSlam, viene sconfitto da Alberto Del Rio in un match nel quale era in palio il posto di Del Rio nel match titolato del prossimo PPV contro Sheamus. A SummerSlam Jericho affronta e sconfigge Dolph Ziggler, conquistando la sua prima vittoria in PPV dal suo ritorno in WWE. Nella puntata di Raw post-SummerSlam, affronta nuovamente Dolph Ziggler in un match organizzato dalla GM AJ Lee che vede il contratto di Y2J e la valigetta del Money in the Bank di Ziggler messi in palio. Jericho, indebolito all'addome da un colpo subito nell'incontro del giorno prima, stavolta perde e, dunque, abbandona la WWE. Ciò è solo un angle per permettere a Chris di dedicarsi al tour e al prossimo album dei Fozzy.
Jericho ritorna a sorpresa nel Royal Rumble match entrando con il numero 2 e venendo eliminato da Dolph Ziggler. Nella puntata di Raw post Royal Rumble perde in coppia con Ziggler contro il Team Hell No, abbandonando il suo partner. In un sondaggio del Raw Active, viene votato per affrontare CM Punk, ma perde l'incontro. Nella puntata di Raw dell'11 febbraio, sconfigge Daniel Bryan qualificandosi per l'Elimination Chamber match per decretare il n. 1 contender al World Heavyweight Championship a WrestleMania 29. A Elimination Chamber, partecipa all'Elimination Chamber match partendo per primo e viene eliminato per penultimo da Randy Orton. Il 15 marzo, a SmackDown, viene sconfitto da Jack Swagger. Il 18 marzo, a Raw, non riesce a vincere l'Intercontinental Championship, perdendo contro The Miz e il campione Wade Barrett. La settimana dopo perderà ancora contro Swagger per mano di Fandango che interferirà nel match colpendo Jericho con un pelé kick e permettendo a Swagger di eseguire il suo splash e schienare Jericho, dopo il match viene aggredito da Fandango con un leg drop dalla terza corda. A Raw batte Dolph Ziggler sottomettendolo con il Liontamer ma verrà attaccato da Big E Langston e ancora una volta da Fandango. A WrestleMania 29 perde contro Fandango. A Extreme Rules 2013 batte Fandango dopo una Codebreaker al volo. Nella puntata di Raw del 27 maggio annuncia a Paul Heyman che ha intenzione di affrontare CM Punk a WWE Payback. Nella puntata di Raw del 10 giugno sconfigge Big E Langston. A Payback dopo un match molto combattuto, Chris Jericho viene battuto da CM Punk A Raw del giorno successivo batte Heath Slater. A Money in the Bank viene sconfitto da Ryback. Il 15 luglio a Raw perde contro Rob Van Dam. Nella puntata di SmackDown del 19 luglio perde un match per l'Intercontinental Championship contro Curtis Axel venendo distratto da Paul Heyman permettendo così ad Axel di andare a segno con l'Hangman's Facebuster effettuando così lo schienamento vincente. Dopo il match viene attaccato da Ryback con la Shell Shocked. Jericho finisce così la sua esperienza, momentaneamente, per ricominciare il tour con i Fozzy fino a ottobre.

#### Apparizioni sporadiche (2014–2016)

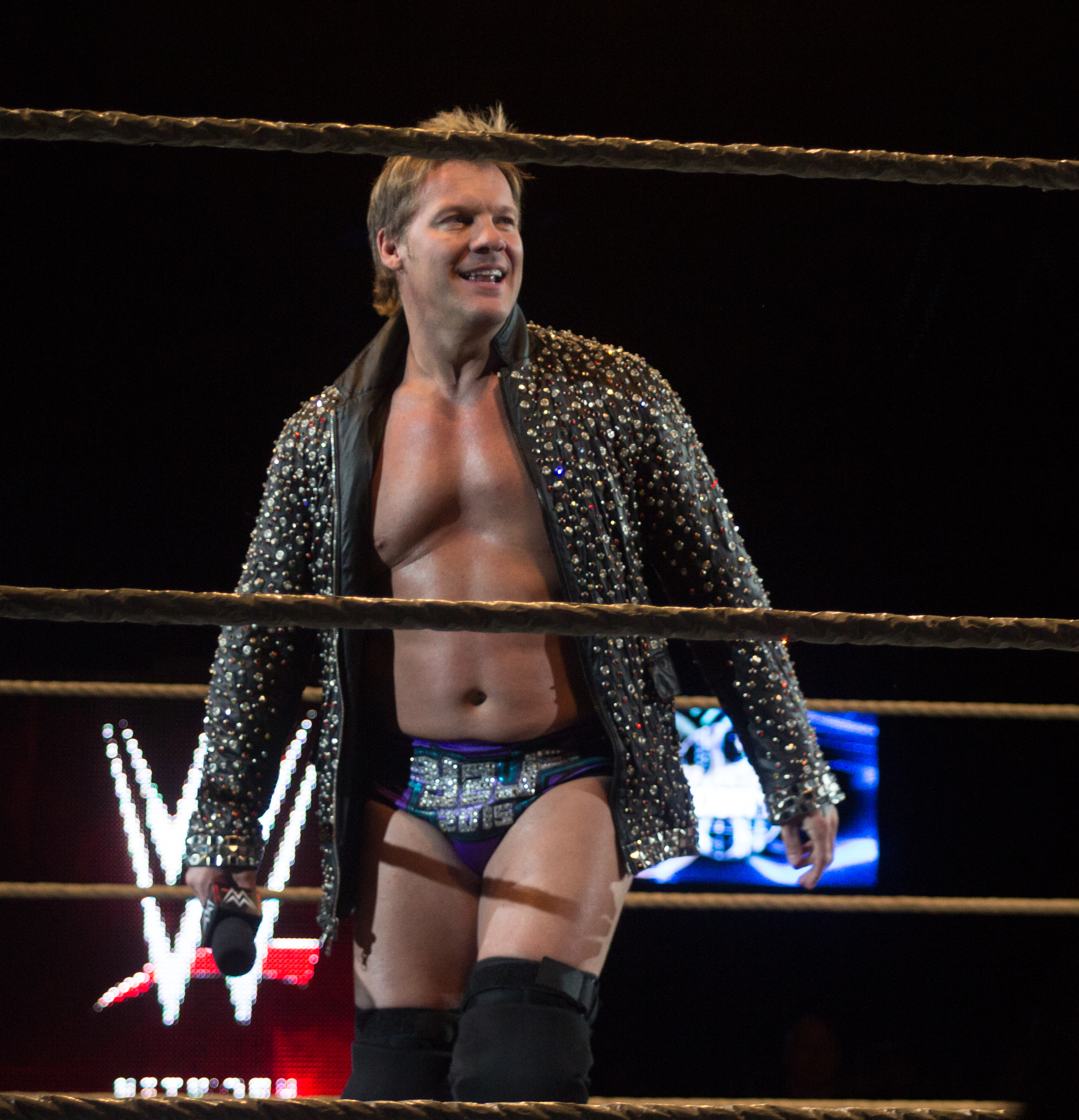
Chris Jericho nel 2015

Il 30 giugno a Raw, Jericho ha fatto il suo ritorno confrontandosi con The Miz e atterrandolo con una Codebreaker, per poi essere attaccato dalla Wyatt Family. Il 20 luglio a Battleground, ha sconfitto Bray Wyatt, il quale si è però vendicato a SummerSlam. La faida con il leader della Wyatt Family si conclude nella puntata dell'8 settembre a Raw, quando viene sconfitto in uno Steel cage match. Nel corso della puntata, dopo l'incontro, Jericho viene attaccato negli spogliatoi da Randy Orton, che affronta nel pay-per-View Night of Champions, dove a trionfare è Orton grazie ad una RKO al volo. Jericho, nella puntata di SmackDown del 14 novembre, ha presentato l'Highlight Reel con l'Authority come ospiti. Il mese seguente, Jericho è stato il General Manager ospite della puntata di Raw del 15 dicembre, dove ha condotto l'Highlight Reel con Rusev e Lana come ospiti e ha sancito un match tra lui e Paul Heyman; tuttavia, il match non è mai ufficialmente iniziato dopo che Brock Lesnar è tornato e ha attaccato Jericho.
Jericho ritorna a combattere a Night of Champions, dove viene svelato come il terzo membro del team già formato da Roman Reigns e Dean Ambrose e avversario della Wyatt Family. Il match si conclude con la vittoria di quest'ultima ed è proprio Jericho a poter essere ritenuto il responsabile: questi infatti si è preso il tag da solo in sostituzione di Reigns per poi essere messo fuori causa da Braun Strowman. Terminato il match se ne va colpendo con una spallata Ambrose.
Jericho ha fatto il suo ritorno nella puntata di Raw del 4 gennaio 2016 per confrontarsi con i membri del New Day (Big E, Kofi Kingston e Xavier Woods), annunciando che avrebbe partecipato al Royal Rumble match dell'omonimo pay-per-view. Alla Royal Rumble è entrato con il numero 6 ed è durato 50 minuti e 46 secondi, eliminando Kofi Kingston, ma venendo poi eliminato da Dean Ambrose. Il 21 febbraio a Fastlane Jericho ha affrontato AJ Styles, con cui rivaleggiava da un po' di tempo, ed è stato sconfitto. Dopo aver combattuto insieme a Styles contro il New Day e dopo averli sfidati per i WWE Tag Team Championships nella puntata di Raw del 7 marzo, in un match in cui Styles e Jericho sono stati sconfitti, Jericho ha attaccato Styles con tre Codebreaker, effettuando di fatto un turn heel.
A WrestleMania 32 del 3 aprile Jericho ha sconfitto Styles utilizzando la sua Codebreaker, a seguito di un match molto combattuto. Nella puntata di Raw del 4 aprile 2016 partecipa al Fatal Four-way match per determinare il contendente numero 1 al WWE World Heavyweight Championship di Roman Reigns insieme al rientrante Cesaro, Kevin Owens e AJ Styles ed è proprio quest'ultimo ad aggiudicarsi la vittoria. A SmackDown del 7 aprile in Tag-Team con Kevin Owens viene sconfitto da AJ Styles e Cesaro grazie all'interferenza di Sami Zayn ai danni di Owens. Il 1º maggio a Payback, Jericho viene sconfitto da Dean Ambrose. Il 22 maggio a Extreme Rules, viene nuovamente sconfitto da Dean Ambrose nel primo Asylum match nella storia della WWE. Nella puntata di Raw del 23 maggio sconfigge Apollo Crews, qualificandosi per il Money in the Bank Ladder match dell'omonimo pay-per-view. Il 19 giugno a Money in the Bank Jericho ha partecipato all'omonimo Ladder match assieme a Cesaro, Sami Zayn, Kevin Owens, Alberto Del Rio e Dean Ambrose ma la valigetta è stata vinta da quest'ultimo.

#### Storyline con Kevin Owens (2016–2017)
Con la Draft Lottery avvenuta nella puntata di SmackDown del 19 luglio, Jericho è stato trasferito nel roster di Raw. Nella puntata di Raw del 25 luglio ha preso parte ad un Fatal 4-Way match assieme a Roman Reigns, Sami Zayn e Sheamus per determinare lo sfidante di Finn Bálor per quella stessa sera (il vincitore avrebbe affrontato Seth Rollins per l'assegnazione del nuovo WWE Universal Championship a SummerSlam) ma è stato Reigns ad aggiudicarsi la vittoria. A SummerSlam sconfigge, in coppia con Kevin Owens, Enzo Amore e Big Cass. La sera successiva, a Raw, Finn Bálor ha reso vacante il WWE Universal Championship vinto la sera prima a SummerSlam e così è stato indetto un Fatal 4-Way match per la successiva puntata di Raw del 28 agosto; Jericho ha affrontato Roman Reigns in un match di qualificazione a questo Fatal 4-Way ma è stato sconfitto. Il 25 settembre a Clash of Champions Jericho ha sconfitto Sami Zayn. Nella puntata di Raw del 10 ottobre ha affrontato Seth Rollins con la possibilità di prendere parte all'Hell in a Cell match per il WWE Universal Championship di Kevin Owens per Hell in a Cell ma è stato sconfitto. Nella puntata di Raw del 31 ottobre ha affrontato Roman Reigns per lo United States Championship ma è stato sconfitto per squalifica a causa dell'intervento di Owens ai danni di Reigns nel finale.
Il 20 novembre a Survivor Series Jericho ha preso parte al 5-on-5 Traditional Survivor Series Elimination match come parte del Team Raw contro il Team SmackDown ma è stato eliminato da Randy Orton con un RKO, dopo che il suo migliore amico Kevin Owens ha usato la lista di Jericho per salvarlo dalla Styles Clash di AJ Styles. I fogli si sono sparpagliati per tutto il ring e mentre Jericho li stava raccogliendo la vipera ha utilizzato la sua RKO, eliminandolo. Alla fine, il Team SmackDown ha vinto l'incontro. Nella puntata di Raw del 21 novembre ha un diverbio con il suo migliore amico Kevin Owens ricordando quanto accaduto a Survivor Series. Quando l'amicizia sembrava finire i due si sono riuniti dando la colpa della sconfitta a Roman Reigns e Seth Rollins. Nella puntata di Raw del 28 novembre Jericho ha concluso la sua alleanza con Kevin Owens. Nella puntata di Raw del 5 dicembre Jericho ha affrontato Reigns per lo United States Championship ma è stato sconfitto a causa dell'interferenza involontaria del suo ex-amico Kevin Owens. Nella puntata di Raw del 12 dicembre Jericho e Owens hanno avuto l'opportunità di conquistare il WWE Raw Tag Team Championship in un Triple Threat Tag Team match che comprendeva anche i campioni Big E e Xavier Woods del New Day e Roman Reigns e Seth Rollins ma non sono riusciti nell'impresa; Woods, infatti, ha schienato Jericho dopo che era stato colpito dal Pedigree di Rollins, mentre Big E ha tenuto fermo lo stesso Rollins, permettendo al New Day di vincere l'incontro e mantenere i titoli. Il 18 dicembre a Roadblock: End of the Line Jericho è stato sconfitto da Seth Rollins a causa dell'intervento di Kevin Owens. Più tardi, però, Jericho è intervenuto attaccando Owens nel suo match contro Roman Reigns valevole per il WWE Universal Championship, permettendogli di sconfiggere l'avversario per squalifica e mantenere il titolo.
Nella puntata di Raw del 2 gennaio 2017 Jericho ha affrontato Roman Reigns per lo United States Championship ma è stato sconfitto per la terza volta. Nella puntata di Raw del 9 gennaio Chris Jericho è diventato per la prima volta United States Champion, sconfiggendo Roman Reigns in un 2-on-1 Handicap match dove Kevin Owens faceva coppia con Jericho; con questa vittoria Jericho ha completato anche il WWE Grand Slam, diventando uno dei quattro wrestler a completarlo sia con il vecchio che con il nuovo formato; inoltre si tratta del venticinquesimo titolo di Jericho in WWE. Nella puntata di Raw del 23 gennaio Jericho è stato sconfitto da Roman Reigns per squalifica a causa dell'intervento di Kevin Owens, ma ha comunque mantenuto il titolo. Il 29 gennaio Jericho ha partecipato al Royal Rumble match dell'omonimo pay-per-view entrando col numero 2 ed eliminando Cesaro e Sheamus ma è stato eliminato da Roman Reigns dopo più di un'ora di permanenza sul ring. Nella puntata di Raw del 6 febbraio Jericho dapprima tiene un promo insieme a Owens, che viene tuttavia interrotto da Goldberg che dapprima accetta la sfida lanciatagli da Paul Heyman e Brock Lesnar per un match a Wrestlemania 33, poi lancia una sfida a Owens per il WWE Universal Championship a Fastlane, sfida che viene accettata dallo stesso Jericho per conto di Owens con quest'ultimo che non gradisce, e più tardi difende con successo il titolo contro Sami Zayn grazie anche all'intervento dello stesso Owens. Nella puntata di Raw del 13 febbraio Jericho ha organizzato per Kevin Owens il "Festival dell'Amicizia", facendo dei regali al suo amico come simbolo della loro amicizia, ma il "PrizeFighter", irritato, ha brutalmente attaccato Y2J, segnando la fine della loro collaborazione.
Dopo un breve periodo di assenza per infortunio (kayfabe), Jericho ha fatto il suo ritorno a sorpresa il 5 marzo a Fastlane, dove ha causato la sconfitta del suo ex-amico Kevin Owens per opera di Goldberg, il quale ha strappato il WWE Universal Championship dalle mani del "PrizeFighter". Jericho ha dunque effettuato un turn face e nella puntata di Raw del 6 marzo ha affrontato Samoa Joe, venendo tuttavia sconfitto per count-out. Nella puntata di Raw del 13 marzo Jericho e Sami Zayn hanno sconfitto Kevin Owens e Samoa Joe per squalifica. Il 2 aprile, a WrestleMania 33, Jericho ha perso lo United States Championship a favore di Kevin Owens dopo 83 giorni di regno. Nella puntata di Raw del 17 aprile Jericho è stato sconfitto da Samoa Joe. Il 30 aprile, a Payback, Jericho ha sconfitto Kevin Owens (che nel frattempo con lo Shake-up era stato trasferito nel roster di SmackDown assieme allo United States Championship) conquistando lo United States Championship per la seconda volta; con questa vittoria, inoltre, Jericho è stato trasferito nel roster di SmackDown. Tuttavia, nella puntata di SmackDown del 2 maggio, Jericho ha perso lo United States Championship contro Kevin Owens dopo soli due giorni di regno; in seguito a questa sconfitta, Jericho ha deciso di prendersi un periodo di pausa.
Jericho è tornato nella puntata di SmackDown del 25 luglio chiedendo un match per lo United States Championship al campione Kevin Owens; poiché anche AJ Styles, il precedente campione, voleva un rematch, il General Manager Shane McMahon ha sancito un Triple Threat match titolato, che è stato tuttavia vinto da AJ Styles.

#### Apparizioni sporadiche e abbandono (2018)
Chris Jericho fece il suo ritorno a sorpresa nella puntata di Raw del 22 gennaio 2018 eseguendo una canzone ad Elias per poi inserirlo nella sua lista; successivamente tornò il 9 aprile seguente a Greatest Royal Rumble entrando con il numero 50, venendo eliminato da Braun Strowman dopo tre minuti di permanenza sul ring, in quella che è stata la sua ultima apparizione in WWE.
Nel settembre 2019, in un'intervista per il Mature Audiences Mayhem Podcast, Jericho ha rivelato il momento esatto in cui ha deciso che avrebbe lasciato la WWE affermando che nonostante sia sotto contratto con essa per quasi vent'anni l'ultima goccia è arrivata a WrestleMania 33: in questa occasione, infatti, nonostante lui e Kevin Owens avessero avuto la miglior faida dell'anno il loro match fu soltanto il secondo della card. La decisione, presa da Vince McMahon, è stata definita "un grande insulto" da parte di Jericho e questo lo spinse ad andare altrove; nel corso della stessa intervista Jericho ha dichiarato:

### New Japan Pro-Wrestling (2017–2019)
Il 5 novembre 2017 Jericho compare a sorpresa in un promo in cui sfida Kenny Omega ad un match con in palio l'IWGP United States Championship per il successivo 4 gennaio a Wrestle Kingdom 12. In seguito, in un'intervista con Dave Meltzer, Jericho ha affermato che il suo contratto con la WWE è scaduto e di essere diventato un free agent.
Nel mese di dicembre è apparso in un promo in cui si complimentava con Omega per la vittoria appena ottenuta assieme agli Young Bucks; non appena si sono riaccese le luci, Jericho è apparso alle spalle dello stesso Omega aggredendolo con due Codebreaker e con la cintura, causando al campione una ferita alla testa. Il giorno dopo, durante una conferenza stampa, Omega si è vendicato.
Il 4 gennaio 2018, a Wrestle Kingdom 12, Jericho ha affrontato Omega in un no disqualification match per l'IWGP United States Championship ma è stato sconfitto; il giorno dopo, a New Year Dash, ha attaccato l'IWGP Intercontinental Champion Tetsuya Naito dando vita alla sua seconda rivalità in Giappone. Il 9 giugno, a Dominion 6.9, Jericho ha conquistato per la prima volta in carriera l'IWGP Intercontinental Championship battendo proprio Naito.
Il 1º settembre attacca nuovamente Kenny Omega al termine del match vinto da quest'ultimo contro Pentagon Jr. ad All In, mentre il 4 gennaio 2019, a Wrestle Kingdom 13, ha perso il titolo contro Naito in un No Disqualification match dopo 209 giorni di regno.
Il 4 maggio 2019, a WrestleDontaku 2019, annuncia il suo ritorno a Dominion 6.9 e di essere il primo sfidante al titolo massimo detenuto da Kazuchika Okada; il 9 giugno seguente fallisce l'assalto all'IWGP Heavyweight Championship.

### All Elite Wrestling (2019–presente)

#### AEW World Champion (2019–2020)

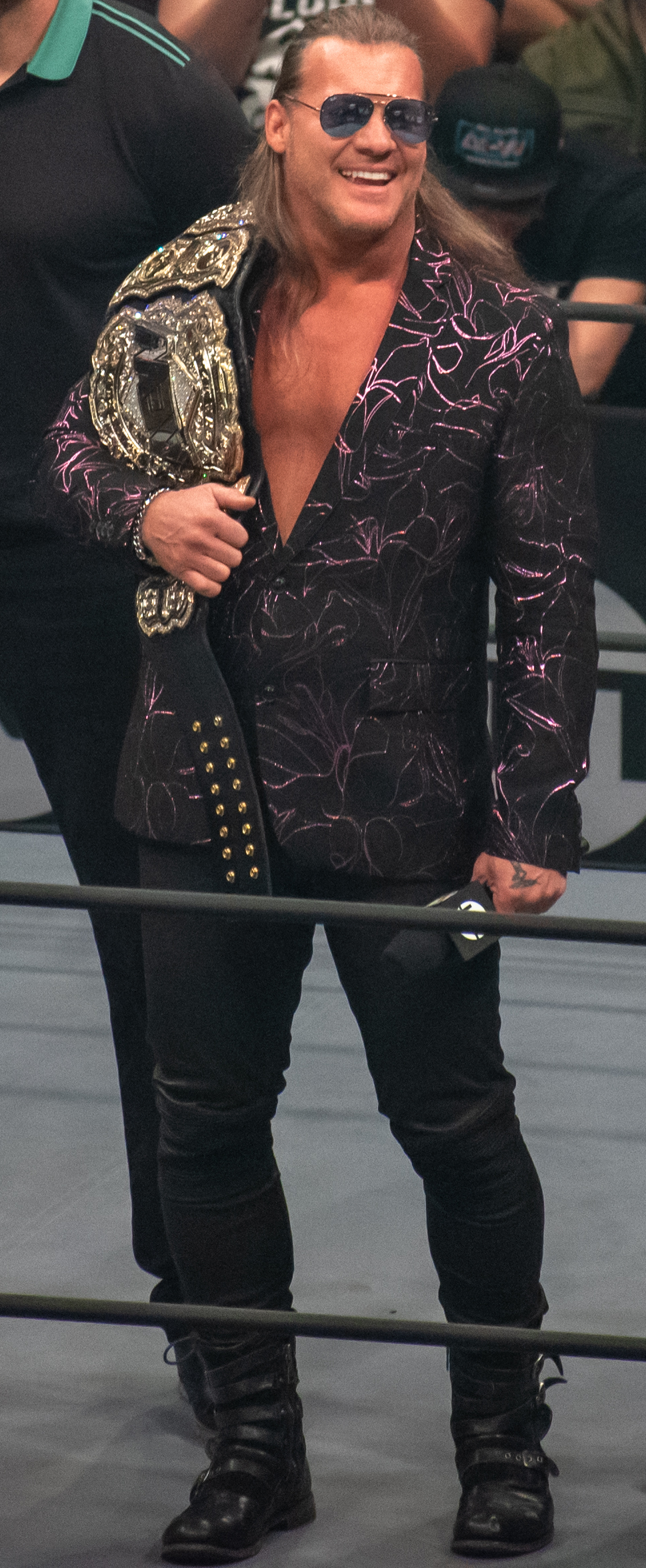
Chris Jericho nel 2019 come AEW World Champion

Durante la presentazione di Double or Nothing, primo pay-per-view della neonata All Elite Wrestling tenutosi l'8 gennaio 2019, Jericho appare confermando di far parte della nuova compagnia e attaccando nel contempo Kenny Omega, che aveva affrontato pochi mesi prima in Giappone.
All'evento Jericho riesce a sconfiggere Omega guadagnando l'opportunità di affrontare "Hangman" Adam Page per l'assegnazione dell'AEW World Championship; al termine del loro incontro vengono attaccati entrambi da Jon Moxley. Il 31 agosto, ad All Out, sconfigge Hangman Page e diventa il primo AEW World Champion.
Il 2 ottobre, durante la puntata inaugurale dello show settimanale AEW Dynamite, Jericho annuncia la nascita della stable The Inner Circle, capitanata da lui stesso e formata da Jake Hager, Sammy Guevara e il tag team Santana & Ortiz.
Il 16 ottobre a Dynamite, Jericho difende per la prima volta in assoluto l'AEW World Championship contro Darby Allin, uscendone vincitore grazie al l'intromissione di Hager.
Il 9 novembre, sconfigge Cody in un match valevole per il titolo del mondo a Full Gear, dove se avesse perso lo sfidante, non avrebbe più potuto avare in futuro una title shot per il titolo mondiale di Jericho. Chris riesce a battere Cody e a difendere il titolo.
Il 29 febbraio, a Revolution, Jericho ha perso il titolo contro Jon Moxley dopo 182 giorni di regno.

#### Varie faide (2020–presente)
Dopo vari confronti, Jericho e Orange Cassidy si affrontano nel main event della puntata di Dynamite dell'11 luglio dove a prevalere è proprio Jericho. I due si riaffrontano nella seconda serata di Fyter Fest ma la vittoria va ancora una volta al leader dell'Inner Circle. A Fight for the Fallen, Cassidy si prende la sua vendetta per la sconfitta e i precedenti pestaggi subiti, facendo cadere del succo d'arancia sopra l'Inner Circle e Jericho, rovinando la giacca di quest'ultimo. Allora Jericho lo sfida a un match dove, in caso di vittoria, avrebbe ottenuto un risarcimento di 7 milioni di dollari per la giacca. Nella puntata di Dynamite del 18 agosto, Jericho viene sconfitto da Cassidy dopo aver tentato di corrompere l'arbitro e, di conseguenza, non ottiene il risarcimento per la giacca. Ad All Out, Jericho e Cassidy si affrontano in un Mimosa Mahyem Match dove a prevalere è il Freshly Squeezed.
Dopo la fine della faida con Cassidy, nella puntata di Dynamite successiva a All Out, dichiara che si concentrerà nella categoria tag team insieme a Jake Hager. 
La puntata di AEW Dynamite del 7 ottobre 2020 è stata interamente dedicata a lui per i suoi 30 anni di carriera. Il main event della serata è stato un tag team match tra Jericho e Jake Hager Vs Chaos Project, match vinto dai primi.

## Vita privata
Durante i suoi trascorsi nel Dungeon della famiglia Hart era solito allenarsi con Keith Hart, con il quale ha perfezionato la Walls Of Jericho, sua famosa finisher. Da adolescente era un giocatore accanito di Dungeons & Dragons.
Jericho è sposato e ha tre figli; come molti suoi colleghi è un cristiano rinato e il 5 luglio 2004 gli è stato consegnato un premio chiamato "The Order Of The Buffalo Hunt" in una cerimonia tenutasi nel Manitoba, in Canada, per i suoi successi nella carriera di wrestler e per il suo impegno nell'aiutare i bambini meno fortunati. Il premio è stato consegnato, tra gli altri, a Papa Giovanni Paolo II, Richard Daley, Desmond Tutu e Madre Teresa.
Il 27 gennaio 2010 Jericho e Gregory Helms sono stati arrestati a Fort Mitchell, nel Kentucky, dopo essere usciti da un bar. La polizia affermò che fu Helms a causare il tutto, sferrando un pugno al canadese.
Nel gennaio 2012 Jericho, insieme a Tim Tebow e Chipper Jones, è divenuto co-proprietario di un centro per allenamenti sportivi che ha sede a Tampa, in Florida.
Nella primavera del 2011 ha gareggiato nella dodicesima stagione di Dancing with the Stars insieme alla ballerina Cheryl Burke, venendo eliminato alla sesta settimana. A proposito di questa esperienza, ha dichiarato di aver partecipato al programma sia per provare una nuova esperienza che per omaggiare la madre, amante del ballo, morta prematuramente nel 2005 a causa dei postumi di un incidente stradale.

## Opere
Jericho pubblica il suo primo libro, A Lion's Tale: Around the World in Spandex, nel 2007. L'autobiografia racconta della sua vita sul ring sino al suo debutto in WWE. La sua seconda autobiografica, Undisputed: How to Become the World Champion in 1,372 Easy Steps, viene invece pubblicata nel febbraio 2011, e racconta delle sue esperienze dal debutto in WWE in poi. Mick Foley ha avuto un ruolo chiave nei suoi due libri, sia come influenza che come scrittore di prefazioni.
Nel 2011 Chris ha annunciato che è al lavoro su un terzo libro, originariamente previsto per il 2013.
- A Lion's Tale: Around the World in Spandex (2007)
- Undisputed: How to Become the World Champion in 1,372 Easy Steps (2011)

## Podcast
Dal 2013 conduce il suo podcast radiofonico personale di buon successo, il Talk Is Jericho. Durante il podcast Jericho intervista i suoi ospiti parlando di vari argomenti come le esperienze nel mondo del wrestling, ma anche di musica, televisione, cinema e della vita in generale.

## Personaggio

### Mosse finali

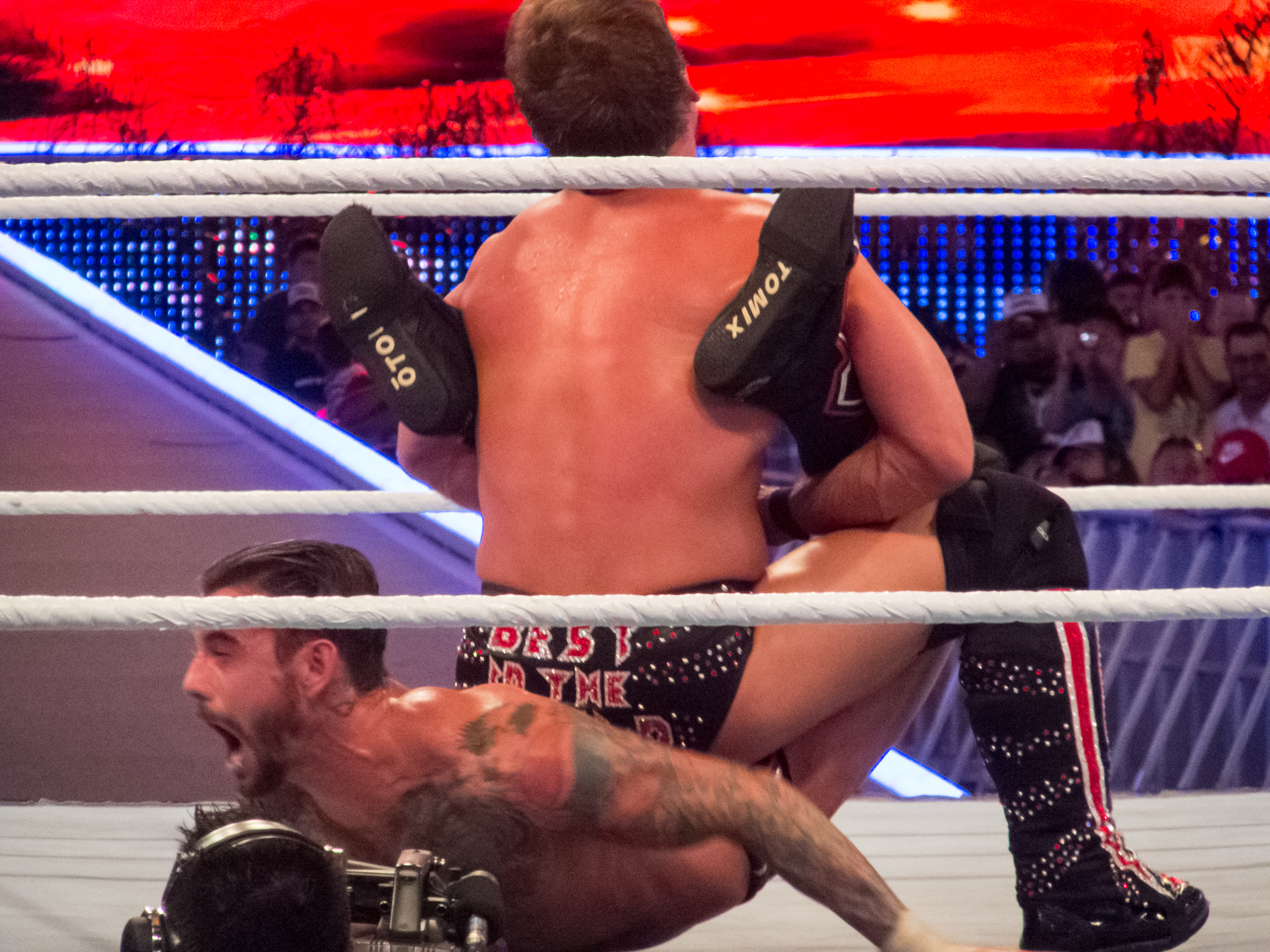
Chris Jericho mentre applica la Walls of Jericho su CM Punk

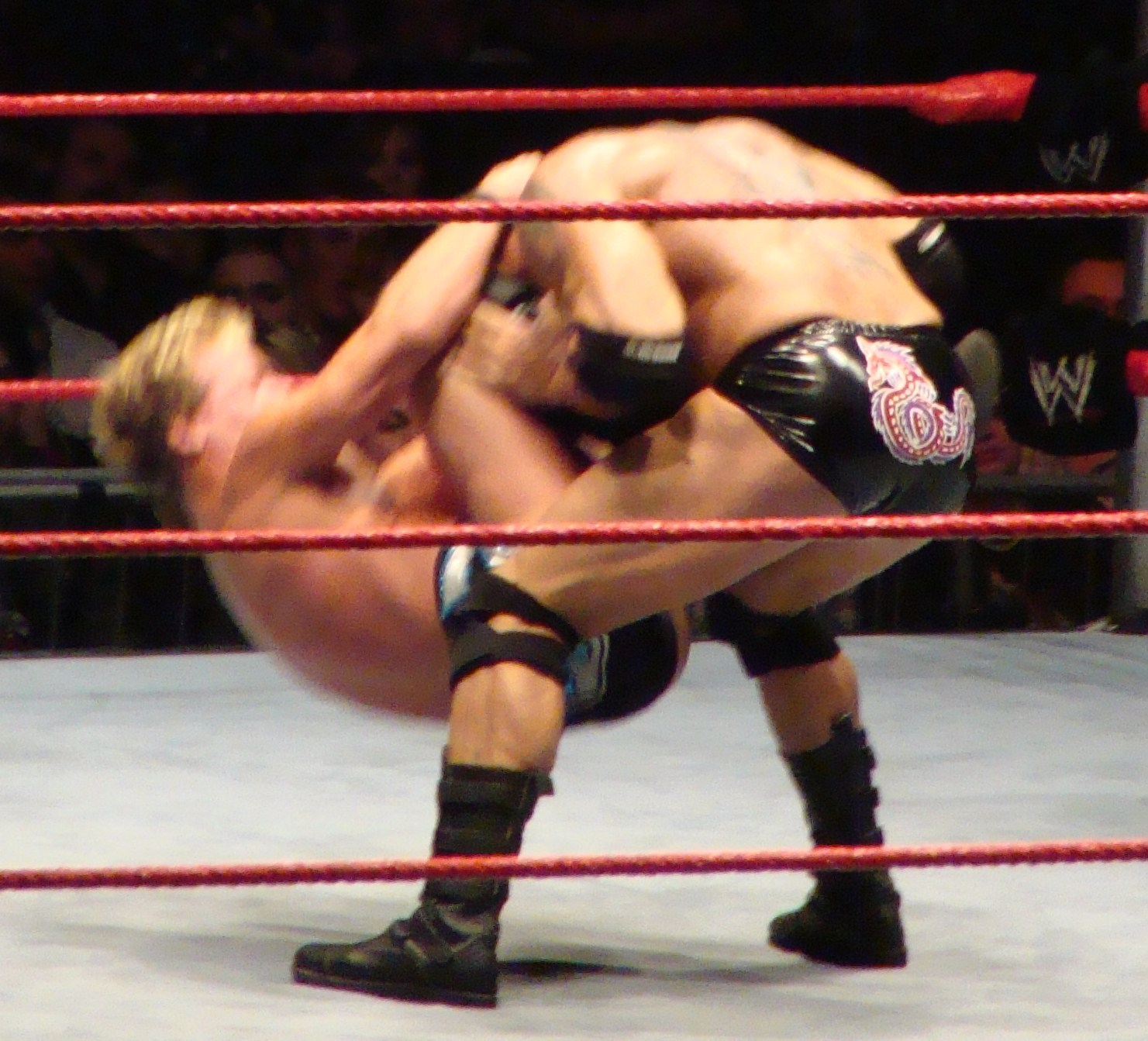
Chris Jericho mentre esegue la Codebraker su Batista

- Breakdown (Full nelson facebuster)[4] – 2001–2002
- Codebreaker (Double knee facebreaker) – dal 2007
- Judas Effect (Spinning back elbow) – dal 2019
- Liontamer (Elevated Boston crab con il ginocchio sulla schiena o nuca dell'avversario) – 1996–2001
- Lionsault (Springboard moonsault) – dal 1997
- Walls of Jericho[76] (Elevated Boston crab) – dal 1996

### Soprannomi
- "Le Champion"[1]
- "The America's Role Model"[1]
- "The Ayatollah of Rock 'N' Rolla"[1]
- "The Best in the World (at What He Does)"
- "The Demo God"[1]
- "Lionheart"[1]
- "The G.O.A.T."
- "The Influencer"[1]
- "The Living Legend"
- "The King of the World"[1]
- "The Man of 1.004 Holds"
- "The Mental Mastermind"
- "The Painmaker"[1]
- "The Savior of the WWE"
- "The Sexy Beast"
- "The Wizard"[1]
- "Y2J"[1]
- "The Ocho"[1]
- "The Learning Tree"[1][77]

## Titoli e riconoscimenti
- All Elite Wrestling
  - AEW World Championship (1)[78][79]
- Canadian Rocky Mountain Wrestling

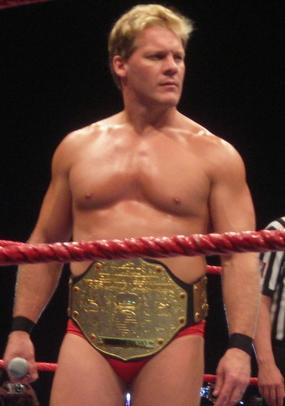
Jericho con il World Heavyweight Championship, titolo che ha detenuto tre volte

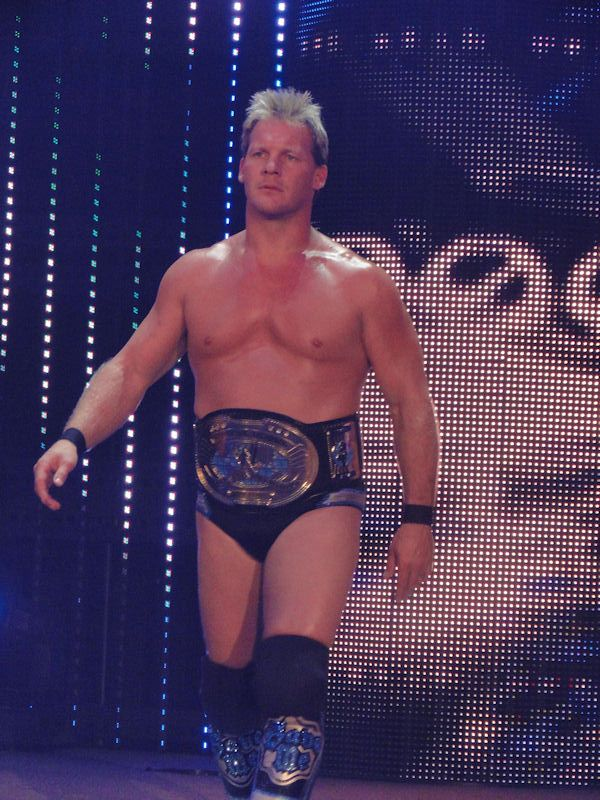
Jericho con l'Intercontinental Championship, titolo che ha detenuto nove volte (record di regni)

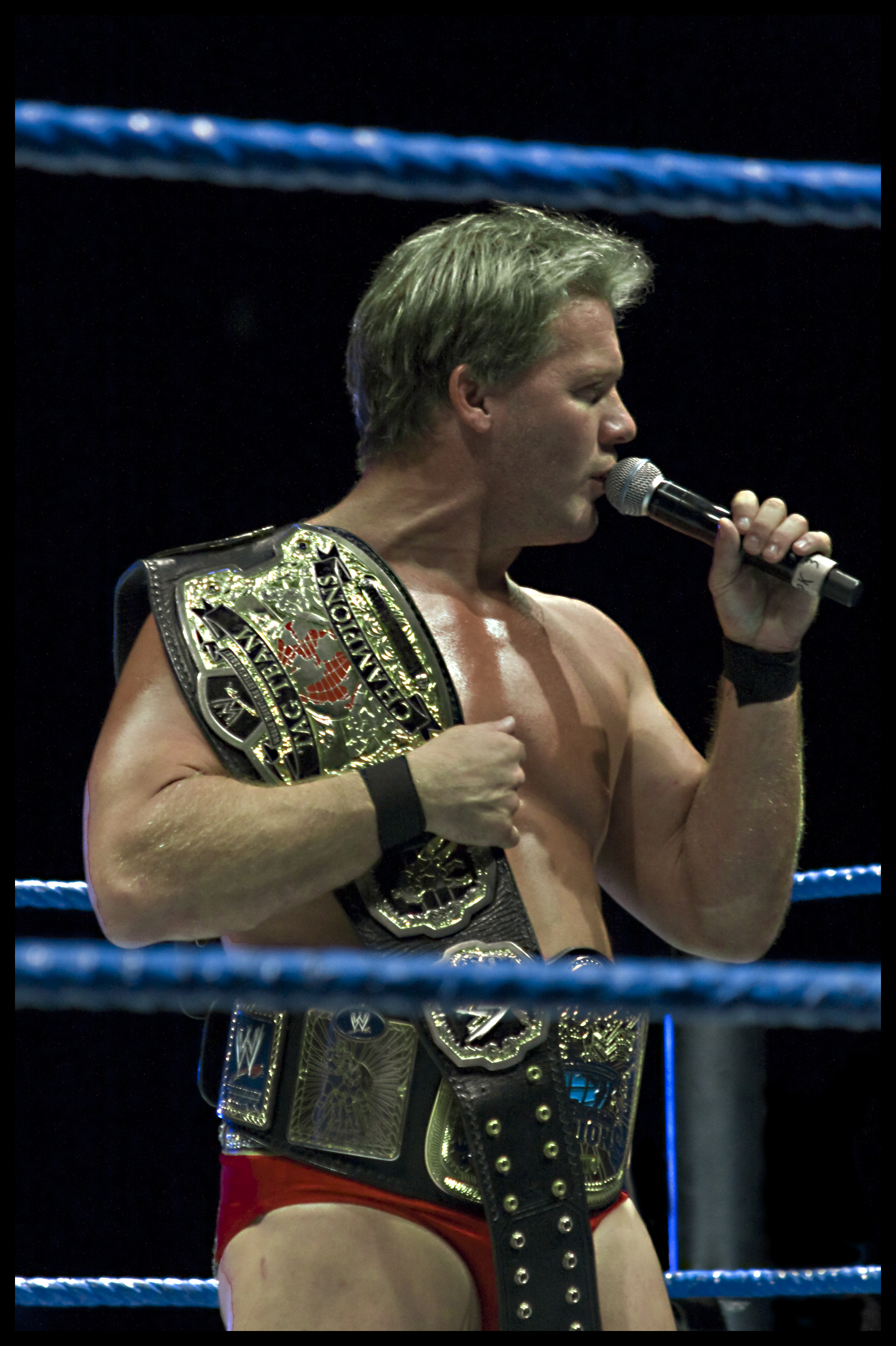
Jericho con il World Tag Team Championship (spalla destra) e il WWE Tag Team Championship (alla vita), titoli che ha detenuto rispettivamente cinque e due volte per un totale di sette

  - CRMW Heavyweight Championship (1)
  - CRMW North American Tag Team Championship (2) – con Lance Storm
- Consejo Mundial de Lucha Libre
  - NWA World Middleweight Championship[80] (1)
- Extreme Championship Wrestling
  - ECW World Television Championship (1)[81]
- New Japan Pro-Wrestling
  - IWGP Intercontinental Championship (1)[82]
- Pro Wrestling Illustrated
  - Feud of the Decade (2000–2009) - vs. Shawn Michaels
  - Feud of the Year (2008) - vs. Shawn Michaels
  - Most Hated Wrestler of the Year (2002)
  - 2º tra i 500 migliori wrestler singoli nella PWI 500 (2009)
  - 3º tra i 500 migliori wrestler singoli nella PWI 500 (2020)
- Ring of Honor
  - ROH World Championship (2)[11][12]
- World Championship Wrestling
  - WCW Cruiserweight Championship (4)[83]
  - WCW World Television Championship (1)[84]
- World Wrestling Association
  - WWA World Tag Team Championship (1) – con El Dandy
- World Wrestling Federation/Entertainment
  - WWE Intercontinental Championship (9)[15][85]
  - World Tag Team Championship (5)[86] – con Big Show (1), Christian (1), Chris Benoit (1), Edge (1) e The Rock (1)[16]
  - World Heavyweight Championship (3)[9]
  - WWE Tag Team Championship (2)[87] – con Edge (1) e Big Show (1)[17][88][89][90]
  - WWE United States Championship (2)[18]
  - WCW Championship (2)[10][91]
  - Undisputed WWF Championship (1)[13]
  - WWF European Championship (1)[92]
  - WWF Hardcore Championship (1)[93]
  - Bragging Rights Trophy (edizione 2009) – con il Team SmackDown[94]
  - Triple Crown Champion[95]
  - Grand Slam Champion (vecchio e nuovo formato)[19][20]
  - Slammy Award (3)
    - Superstar of the Year (edizione 2008)[96]
    - Tag Team of the Year (edizione 2009) - con Big Show[97]
    - Extreme Moment of the Year (edizione 2014) - crossbody su Bray Wyatt dalla cima della gabbia[98]
- Wrestle Association "R"
  - WAR International Junior Heavyweight Championship (1)
  - WAR International Junior Heavyweight Tag Team Championship (1) – con Gedo
- World Wrestling Association
  - WWA Tag Team Championship (1) – con El Dandy
- Wrestling Observer Newsletter
  - 5 Star Match (2018) - vs. Kenny Omega il 4 gennaio
  - Best Box Office Draw (2019)
  - Best Pro Wrestling Book (2011) - Undisputed: How to Become the World Champion in 1,372 Easy Steps
  - Best on Interviews (2003, 2008, 2009, 2019)
  - Best on Interviews of the Decade (2000–2009)
  - Feud of the Year (2008) - vs. Shawn Michaels
  - Match of the Year (2008) - ladder match a No Mercy vs. Shawn Michaels
  - Most Charismatic (2019)
  - Most Underrated Wrestler (1999, 2000)
  - Readers' Favorite Wrestler (1999)
  - Wrestler of the Year (2008, 2009, 2019)
  - Wrestling Observer Newsletter Hall of Fame (classe del 2010)[99]

## Discografia

### Con i Fozzy
- Album in studio
  - 2000 - Fozzy
  - 2002 - Happenstance
  - 2005 - All That Remains
  - 2010 - Chasing the Grail
  - 2012 - Sin and Bones
  - 2014 - Do You Wanna Start a War
  - 2017 - Judas
- Album dal vivo
  - 2009 - Remains Alive
- Apparizioni in compilation
  - 2004 - WWE Originals
  - 2005 - Numbers from the Beast: An All Star Salute to Iron Maiden

## Filmografia

### Cinema
- Nati per uccidere (Immortal Combat), regia di Dan Neira (1994) - non accreditato
- Albino Farm, regia di Joe Anderson (2009)
- Bloodstained Memoirs, regia di David Sinnott - documentario (2009)
- MacGruber, regia di Jorma Taccone (2010)
- Jay e Silent Bob - Ritorno a Hollywood (Jay and Silent Bob Reboot), regia di Kevin Smith (2019)
- Terrifier 2, regia di Damien Leone (2022)
- Terrifier 3, regia di Damien Leone (2024)

### Televisione
- The Show of the Archiles - serie TV (1999)
- Android Apocalypse - La rivolta degli androidi (Android Apocalypse), regia di Paul Ziller - film TV (2006)
- Aaron Stone - serie TV, 1 episodio (2009)
- Z Rock serie TV, 1 episodio (2009)
- Downfall - presentatore, 5 episodi (2010)
- Dancing with the Stars (2011) - concorrente della stagione 12
- Cubed - serie TV, 1 episodio (2011)
- But I'm Chris Jericho! - serie TV, 16 episodi (2013-2017)
- Sharknado 3 (Sharknado 3: Oh Hell No!), regia di Anthony C. Ferrante – film TV (2015)
- Nothing To Report, regia di Clint Gage - film TV (2015)
- I Thunderman (The Thundermans) - serie TV, 1 episodio (2016)

## Doppiatori italiani
Nelle versioni in italiano delle opere in cui ha recitato, Chris Jericho è stato doppiato da:
- Alessandro Messina in Aaron Stone
- Marco Balzarotti ne I Thunderman
- Stefano Bianchini in Terrifier 3